# Keraterpeton
Il cheraterpeton (gen. Keraterpeton, Etheridge 1866) è un anfibio estinto, appartenente ai nectridei. Visse nel Carbonifero superiore (circa 300 milioni di anni fa). 
I suoi resti fossili sono stati ritrovati in Europa (Irlanda, Inghilterra) e in Nordamerica.

## Descrizione
Possedeva un corpo lungo, simile a quello di una salamandra e la sua lunghezza complessiva doveva arrivare a 30 centimetri, ma due terzi erano costituiti dalla lunghissima coda, appiattita lateralmente. 
Il cranio era piuttosto corto e tondeggiante, in particolare se rapportato a quello di altre forme simili come Diplocaulus, ma posteriormente erano già presenti due processi simili a corna, che nelle forme successive sarebbero aumentate di dimensioni. Il palato di Keraterpeton era caratterizzato dalla presenza di vacuità interpterigoidee. L'apparato ioideo era dotato di un elemento basibranchiale ossificato, una caratteristica che non è stata riscontrata in alcun altro nectrideo. 
Le zampe posteriori possedevano cinque dita ed erano più lunghe di quelle anteriori, che ne possedevano solo quattro. Anche se Keraterpeton aveva un corpo molto lungo, non possedeva più vertebre degli anfibi attuali (in media 15-26). Lo scapolarcoracoide aveva una struttura antiquata, così come l'omero, e la mano era dotata di cinque dita. Erano inoltre presenti ossificazioni dermiche accessorie nel cinto pettorale.

## Classificazione
Keraterpeton era un rappresentante dei nectridei, un gruppo di anfibi primitivi caratteristici del Carbonifero e del Permiano, da alcuni studiosi considerati i possibili antenati degli anfibi attuali. Keraterpeton è il genere eponimo dei Keraterpetontidae, un gruppo di nectridei dalle caratteristiche corna nella parte posteriore del cranio, tra i quali si ricordano anche il già citato Diplocaulus, Batrachiderpeton, Ductilodon e Diceratosaurus. 
Le specie note sono Keraterpeton galvani, nota per resti ben conservati provenienti dal giacimento di Jarrow, nei pressi di Kilkenny (Irlanda), e K. longtoni, dello Staffordshire (Inghilterra).

## Stile di vita
La lunga coda appiattita e la forma del corpo suggeriscono che questo animale fosse un ottimo nuotatore; forse trascorreva la maggior parte del tempo nelle acque di fiumi e laghi carboniferi, a caccia di piccoli invertebrati acquatici.